# التدخل الإيراني في حرب العراق

موقع جمهورية العراق (البرتقالي) والجمهورية الإسلامية الإيرانية (الأخضر)

كان غزو العراق عام 2003 بقيادة الولايات المتحدة، والذي أطاح بالرئيس العراقي صدام حسين وحزب البعث العربي الاشتراكي، الحدث الحاسم الذي سمح لإيران بالبدء في ممارسة مستوى غير مسبوق من النفوذ على السياسة العراقية. مستغلة حقيقة أن المسلمين الشيعة يشكلون غالبية السكان في كلا البلدين، استخدمت الحكومة الإيرانية الميليشيات الشيعية لخدمة مصالح إيران خلال حرب العراق. بلغ هذا ذروته بتورط إيران في التمرد العراقي، حيث كانت هناك حالات اشتبك فيها مسلحون شيعة مع القوة المتعددة الجنسيات في قتال مباشر. وشملت المنظمات التي حظيت بدعم إيراني واسع النطاق جيش المهدي التابع لمقتدى الصدر، بالإضافة إلى كتائب حزب الله وعصائب أهل الحق ولواء اليوم الموعود. منذ عام 2007، اعتمدت الولايات المتحدة استراتيجية "القتل أو الأسر" في مواجهة العملاء الإيرانيين في الصراع العراقي.

## خلفية

### العلاقات الإيرانية الأمريكية
بعد إدانة هجمات الحادي عشر من سبتمبر، والتعبير عن تعاطفها مع الأمريكيين المفجوعين، تعاونت إيران لفترة وجيزة مع الولايات المتحدة في أواخر عام 2001، حيث قدمت دعمًا عسكريًا محدودًا ضد طالبان في أفغانستان، بما في ذلك العمليات في هرات. ومع ذلك، في أوائل عام 2002، وصف الرئيس جورج دبليو بوش إيران بأنها جزء من "محور الشر" إلى جانب العراق وكوريا الشمالية، مما أدى إلى تدهور حاد في العلاقات. أدان القادة الإيرانيون من مختلف الأطياف السياسية هذا التصريح، معتبرين إياه خطأً استراتيجيًا عزز موقف المتشددين الذين فضلوا موقفًا أكثر مواجهة تجاه الولايات المتحدة.

### العلاقات الإيرانية العراقية
في سبتمبر 1980، شنت العراق بقيادة صدام حسين غزوًا على إيران في محاولة فاشلة لضم الأراضي الإيرانية الغنية بالنفط، :261كانت هذه الحرب بمثابة بداية حرب استمرت حتى عام 1988. ويُنظر إلى حرب إيران والعراق على أنها المحفز الرئيسي لتصاعد الطائفية في المنطقة، حيث اعتبرها الكثيرون بمثابة صدام بين المسلمين السنة (العراق البعثي ودول عربية أخرى) والثوار الشيعة الذين استولوا على السلطة في إيران.
في تقرير رفعت عنه السرية عام 1991، قدرت وكالة المخابرات المركزية أن إيران تكبدت أكثر من 50 ألف إصابة نتيجة استخدام العراق للعديد من الأسلحة الكيميائية، على الرغم من أن التقديرات الحديثة وصلت إلى أكثر من 100 ألف، حيث استمرت الآثار طويلة المدى في التسبب في وقوع إصابات؛ كما تظهر أيضًا أن الولايات المتحدة كانت تقدم معلومات استخباراتية استطلاعية للعراق حوالي عامي 1987 و1988، والتي استُخدمت بعد ذلك لشن هجمات بالأسلحة الكيميائية على القوات الإيرانية، وأن وكالة المخابرات المركزية كانت تعلم تمامًا أنه ستُنشر الأسلحة الكيميائية وتتبع ذلك هجمات بالسارين والسيكلوسارين. ووفقًا للوثائق العراقية، حُصِلَ على المساعدة في تطوير الأسلحة الكيميائية من شركات في العديد من البلدان، بما في ذلك الولايات المتحدة.
في يناير 2002، قبل عام واحد من الغزو الذي قادته الولايات المتحدة للعراق، تحسنت العلاقات الثنائية بين إيران والعراق بشكل كبير عندما زار وفد إيراني، بقيادة أمير حسين زماني، العراق لإجراء مفاوضات نهائية لحل الصراع من خلال المحادثات حول قضايا أسرى الحرب والمفقودين في المعارك خلال الحرب الإيرانية العراقية.

## إيران والتمرد العراقي

### المساعدات الإيرانية للميليشيات الشيعية العراقية
في أعقاب غزو العراق عام 2003، دعمت إيران الجماعات الشيعية التي أُطلق عليها اسم الجماعات الخاصة في العراق، والتي تكونت من جيش المهدي وكتائب حزب الله وعصائب أهل الحق ولواء اليوم الموعود. ونتيجة لذلك، استخدمت الولايات المتحدة الحكومة العراقية لمحاربتهم. وقد وصف تقرير صادر عام 2008 عن مركز مكافحة الإرهاب في ويست بوينت، استنادًا إلى تقارير من استجواب عشرات المقاتلين الشيعة الأسرى، شبكة تديرها إيران لتهريب المقاتلين الشيعة إلى إيران حيث تلقوا التدريب والأسلحة قبل عودتهم إلى العراق.
وفقًا لمسؤولين أمريكيين لم يُكشف عن هويتهما، يدرس البنتاغون احتمال أن تكون الغارة على مقر قيادة الحرس الثوري الإيراني في كربلاء قد حظيت بدعم إيراني. في خطاب ألقاه في 31 يناير2007، صرّح رئيس الوزراء العراقي نوري المالكي بأن إيران تدعم هجمات ضد قوات التحالف في العراق، ويشتبه بعض العراقيين في أن فيلق القدس ربما نفذ الغارة ردًا على اعتقال القوات الأمريكية خمسة مسؤولين إيرانيين في مدينة أربيل شمال العراق في 11 يناير.
في عام 2007، تصاعدت التوترات بشكل كبير بين إيران وكردستان العراق بسبب إيواء الأخيرة لحزب الحياة الحرة الكردستاني (بيجاك) الانفصالي الكردي المسلح. ووفقًا للتقارير، قصفت إيران مواقع بيجاك في كردستان العراق منذ 16 أغسطس. وزادت هذه التوترات مع توغل مزعوم للقوات الإيرانية على الحدود في 23 أغسطس، حيث هاجمت عدة قرى كردية، مما أسفر عن مقتل عدد غير معروف من المدنيين والمسلحين.

### التدخل العسكري الإيراني السري
يُعتقد أن ما يُقدر بنحو 150 ضابط استخبارات إيراني، بالإضافة إلى أعضاء من الحرس الثوري الإسلامي الإيراني، ينشطون داخل العراق في أي وقت. لأكثر من عام، احتجزت القوات الأمريكية عشرات العملاء الإيرانيين المشتبه بهم، وسجلت بصماتهم وصورهم وعينات الحمض النووي الخاصة بهم، في برنامج "القبض والإفراج" المُصمم لترهيب القيادة الإيرانية.
بدأت قوات التحالف أيضًا باستهداف عناصر مزعومين من فيلق القدس الإيراني في العراق، إما باعتقال أو قتل أعضاء مشتبه بهم. وبدأت إدارة بوش وقادة التحالف بالتصريح علنًا بأن إيران كانت تزود المتمردين والميليشيات العراقية بالأسلحة، وخاصةً العبوات الناسفة الخارقة للدروع، على الرغم من أنهم لم يقدموا أي دليل على هذه الادعاءات حتى الآن. كما أعلنت إدارة بوش عن فرض عقوبات إضافية على المنظمات الإيرانية في خريف عام 2007. في 21 نوفمبر/تشرين الثاني 2007، أشاد الفريق جيمس دوبيك، المسؤول عن تدريب قوات الأمن العراقية، بإيران "لمساهمتها في الحد من العنف" في العراق من خلال الوفاء بتعهدها بوقف تدفق الأسلحة والمتفجرات وتدريب المتطرفين في العراق.
حزب الله، بصفته وكيلًا لإيران، شكل الوحدة 3800 وأرسل عناصر من حزب الله إلى العراق لتدريب المقاتلين المحليين. كانت المهمة الأساسية للوحدة هي تدريب وتجهيز الميليشيات الشيعية العراقية، مثل جيش المهدي وعصائب أهل الحق وكتائب حزب الله.. كما تلقى بعض المسلحين العراقيين تدريبًا متقدمًا في لبنان. ثم أشرفت الوحدة على العمليات التي نُفذت ضد القوات الأمريكية وقوات التحالف وقدمت الأموال والأسلحة والمساعدة اللوجستية لجماعات مثل منظمة بدر وسرايا الخراساني وجيش المهدي.